# Uwe Potteck
Uwe Potteck (* 1. Mai 1955 in Wittenberge, Kreis Perleberg) ist ein deutscher Sportschütze.

## Werdegang
Potteck begann seine sportliche Laufbahn als Ringer beim Verein Lokomotive Wittenberge. Erst auf der Offiziershochschule der Volksmarine der DDR in Stralsund wurde 1974 sein Talent als Sportschütze entdeckt und durch Korvettenkapitän Gerhart Boldt gefördert. Anschließend wurde er zum Armeesportvereinigung Vorwärts Frankfurt (Oder) delegiert, wo sich seine Ergebnisse sprunghaft steigerten. Bis 1976 hatte Uwe Potteck keine internationalen Erfolge aufzuweisen, er wurde lediglich Zweiter bei den DDR-Meisterschaften hinter Harald Vollmar.
DDR-Nationaltrainer Heinz Joseph nominierte Potteck zusammen mit Vollmar für die Olympischen Sommerspiele 1976 in Montreal. Dort wurde Uwe Potteck völlig überraschend Olympiasieger in der Disziplin Freie Pistole mit einem neuen Weltrekord von 573 Ringen vor Harald Vollmar. Bei den Olympischen Spielen 1980 in Moskau gehörte Potteck ebenfalls zum Aufgebot der DDR, belegte aber nur den 16. Rang. 1984 in Los Angeles wurde ihm die Teilnahme durch den Boykott der DDR verwehrt. 1988 in Seoul nahm Uwe Potteck erneut, dieses Mal gemeinsam mit seinem jüngeren Bruder Jens Potteck, in der Mannschaft der DDR teil.
Auch nach der Wende gehörte er mehrere Jahre der deutschen Nationalmannschaft in den Disziplinen Freie Pistole und Luftpistole an. Er ist mehrfacher deutscher Meister in beiden Disziplinen. Uwe Potteck trat Ende der 1990er Jahre aus der Nationalmannschaft zurück, er ist aber nach wie vor aktiver Pistolenschütze in der Bundesligamannschaft des PSV Olympia Berlin. Auch bei deutschen Meisterschaften belegt er immer noch vordere Plätze mit der Luftpistole und der Freien Pistole. Bei großen Schießsportveranstaltungen gehört Uwe Potteck zum Team der Servicetechniker des Waffenherstellers Feinwerkbau.

## Auszeichnungen
- 1976: Vaterländischer Verdienstorden der DDR in Silber[2]
- 1976: Ernst-Schneller-Medaille in Gold[3]
- 1986: Vaterländischer Verdienstorden der DDR in Silber[4][3]
- 1989: Olympische Ehrennadel des IOC[3]